# .fm
.fm ist die länderspezifische Top-Level-Domain (ccTLD) der Föderierten Staaten von Mikronesien, einem Inselstaat im Pazifischen Ozean. Sie existiert seit dem 19. April 1995 und wurde der FSM Telecommunications Corporation mit Hauptsitz in Kolonia auf Pohnpei zugeteilt.
Die Domain wird häufig im Rundfunkbereich genutzt, da die Abkürzung FM die englische Bezeichnung für den UKW-Rundfunk (englisch FM radio; FM = Frequency Modulation) ist; beispielsweise beim Internetradio last.fm. Die teuersten jemals verkauften .fm-Domains stammen daher ebenfalls aus diesem Bereich, unter anderem wurde beat.fm im Jahr 2011 für 8.500 US-Dollar gehandelt.
Die geltenden Vergabekriterien für .fm stammen vom 27. April 1998 und wurden zuletzt am 1. August 2016 geändert. Für den operativen Betrieb von .fm ist die BRS Media, Inc. aus San Francisco zuständig, die auch .am verwaltet und sich um die Vergabe der neuen Top-Level-Domain .radio beworben hat, die aber von ICANN der European Broadcasting Union zugeteilt wurde.